# Chris Kavanagh (scheidsrechter)
Christopher ("Chris") Kavanagh (Manchester, 4 september 1985) is een Engels voetbalscheidsrechter. Hij is in dienst van FIFA en UEFA sinds 2019. Ook leidt hij sinds 2017 wedstrijden in de Premier League.
Op 8 april 2017 leidde Kavanagh zijn eerste wedstrijd in de Engelse nationale competitie. Tijdens het duel tussen West Bromwich Albion en Southampton (0–1) trok de leidsman viermaal de gele kaart. In Europees verband debuteerde hij op 15 augustus 2019 tijdens een wedstrijd tussen Yeni Malatyaspor en Partizan in de derde voorronde van de UEFA Europa League; het eindigde in 1–0 en Kavanagh trok zeven keer een gele kaart. Zijn eerste interland floot hij op 14 oktober 2019, toen Moldavië met 0–4 verloor van Albanië door doelpunten van Sokol Cikalleshi, Keidi Bare, Lorenc Trashi en Rey Manaj. Tijdens deze wedstrijd deelde Kavangh achtmaal een gele kaart uit.
In 2021 werd Kavanagh door de UEFA opgenomen op de lijst van videoscheidsrechters voor het uitgestelde EK 2020.

## Interlands
| Datum            | Plaats                  | Wedstrijd                | Uitslag | Competitie             | Kreeg geel | Kreeg voor de tweede keer geel en dus rood | Weggestuurd |
| ---------------- | ----------------------- | ------------------------ | ------- | ---------------------- | ---------- | ------------------------------------------ | ----------- |
| 14 oktober 2019  | Chisinau, Moldavië      | Moldavië – Albanië       | 0 – 4   | EK 2020 kwalificatie   | 8          | 0                                          | 0           |
| 5 september 2020 | Bakoe, Azerbeidzjan     | Azerbeidzjan – Luxemburg | 1 – 2   | Nations League 2020/21 | 6          | 0                                          | 1           |
| 15 november 2020 | Minsk, Wit-Rusland      | Wit-Rusland – Litouwen   | 2 – 0   | Nations League 2020/21 | 6          | 0                                          | 0           |
| 3 juni 2022      | Osijek, Kroatië         | Kroatië – Oostenrijk     | 0 – 3   | Nations League 2022/23 | 2          | 0                                          | 0           |
| 11 juni 2024     | Aveiro, Portugal        | Portugal – Ierland       | 3 – 0   | Vriendschappelijk      | 0          | 0                                          | 0           |
| 8 september 2024 | Kopenhagen, Denemarken  | Denemarken – Servië      | 2 – 0   | Nations League 2024/25 | 5          | 0                                          | 0           |
| 16 november 2024 | Batoemi, Georgië        | Georgië – Oekraïne       | 1 – 1   | Nations League 2024/25 | 6          | 0                                          | 0           |
| 25 maart 2025    | Debrecen, Hongarije     | Israël – Noorwegen       | 2 – 4   | WK 2026 kwalificatie   | 3          | 0                                          | 0           |
| 6 juni 2025      | Skopje, Noord-Macedonië | Noord-Macedonië – België | 1 – 1   | WK 2026 kwalificatie   | 6          | 0                                          | 0           |

Laatst bijgewerkt op 7 juni 2025.